# San Ignacio (gemeente in Sinaloa)
San Ignacio is een gemeente in de Mexicaanse deelstaat Sinaloa. De hoofdplaats van San Ignacio is San Ignacio. San Ignacio heeft een oppervlakte van 4651 km² en 23.355 inwoners (census 2005).
Ahome · Angostura · Badiraguato · Choix · Concordia · Cosalá · Culiacán · Eldorado · Elota · Escuinapa · El Fuerte · Guasave · Juan José Ríos · Mazatlán · Mocorito · Navolato · Rosario · Salvador Alvarado · San Ignacio · Sinaloa